# André Ficus
Hans André Ficus (* 10. Oktober 1919 in Berlin; † 23. Juni 1999 in Friedrichshafen) war ein deutscher Maler.

## Leben
Ficus studierte in Berlin an der Schule Reimann, der größten privaten Kunst- und Kunstgewerbeschule Deutschlands, zuerst 1934 in Form eines Abendkurses, in den Jahren von 1936 bis 1938 dann als Vollzeit-Student bei Hans Heimann, Moriz Melzer und Georg Muche sowie in Paris bei André Verger.
Ficus lebte seit 1946 in Friedrichshafen. Er war unter anderem Gründungsmitglied der Secession Oberschwaben und erhielt zahlreiche Auszeichnungen, so unter anderem 1977 gemeinsam mit Werner Höll und Jakob Bräckle den Anerkennungspreis des Oberschwäbischen Kunstpreises. 1971 wurde ihm das Bundesverdienstkreuz am Bande überreicht. 1989 verlieh ihm Ministerpräsident Lothar Späth den Professorentitel.
Der Oberschwäbische Kunstpreis, der 1951 von den damaligen Landkreisen Biberach, Ravensburg, Saulgau und Wangen gestiftet worden war, gehört zu den höchstdotierten deutschen Kunstpreisen.
André Ficus hat mit Martin Walser zusammengearbeitet und mit ihm gemeinsam Die Amerikareise. Versuch, ein Gefühl zu verstehen (Kunstverlag, Weingarten 1986) herausgegeben.